# Armando le Mystérieux
Pour plus de détails, voir Fiche technique et Distribution.
Armando le Mystérieux (La primula bianca) est une comédie policière italienne réalisée par Carlo Ludovico Bragaglia et sortie en 1946.

## Synopsis
Rome. Croyant qu'on lui a volé son portefeuille, un journaliste en disgrâce découvre accidentellement une bande de voleurs et leur chef sous couverture. Les voleurs, en effet, le prennent pour Il milanese, un expert en vols et en coffres-forts. Ils l'entraînent dans un cambriolage à la MAS Magazzini de Via dello Statuto. Après plusieurs rebondissements et grâce à l'aide d'un commissaire de police, l'homme parvient à reprendre le cours de sa vie, et grâce à l'exclusivité du reportage ainsi obtenu, il deviendra le directeur du journal où il travaillait.

## Fiche technique
- Titre français : Armando le Mystérieux[1]
- Titre original italien : La primula bianca[2]
- Réalisateur : Carlo Ludovico Bragaglia
- Scénario : Anton Giulio Majano, Guglielmo Morandi (it)
- Photographie : Carlo Montuori, assisté de Mario Montuori
- Montage : Iolanda Benvenuti
- Musique : Mario Labroca (it), dirigé par Antonio Pedrotti
- Décors : Gianni Mazzocchi
- Maquillage : Giuliano Laurenti (it)
- Production : Riccardo Gualino, Carlo Ponti
- Sociétés de production : Lux Film
- Pays de production :  Italie
- Langue originale : italien
- Format : Noir et blanc - 1,37:1 - Son mono - 35 mm
- Durée : 85 minutes
- Genre : Comédie policière
- Dates de sortie :
  - Italie : (visa délivré le 22 décembre 1946)
  - France : 16 mars 1949

## Distribution
- Carlo Campanini : Felice Moretti
- Andrea Checchi : Andrea Viscardi
- Carlo Ninchi : Il Volpe
- Mirella Monti : Maria
- Laura Gore : Nora
- Paolo Monelli : le rédacteur en chef du journal
- Angelo Calabrese : il Guercio
- Pina Piovani : Laura, la femme de chambre
- Folco Lulli : homme de la bande
- Giulio Battiferri : Il Mitra
- Max Lancia : l'Elegante
- Ughetto Bertucci : Filippo
- Manlio Busoni : l'inspecteur de police
- Giulio Calì : le barman
- Paolo Ferrara : le pharmacien